# Edmílson Matias
Edmílson Matias (født 26. marts 1974) er en tidligere brasiliansk fodboldspiller.